# 湾

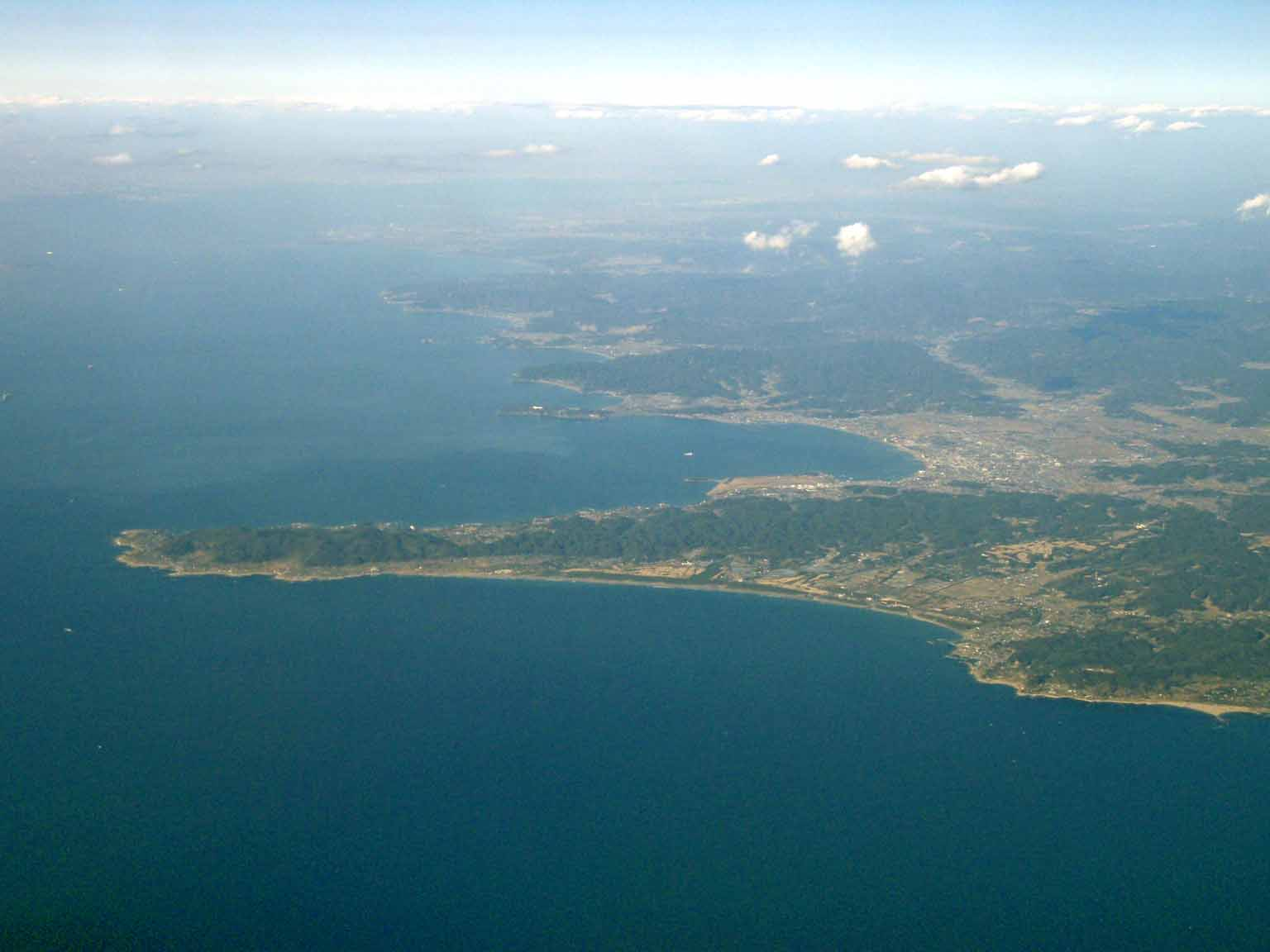
館山湾（日本）

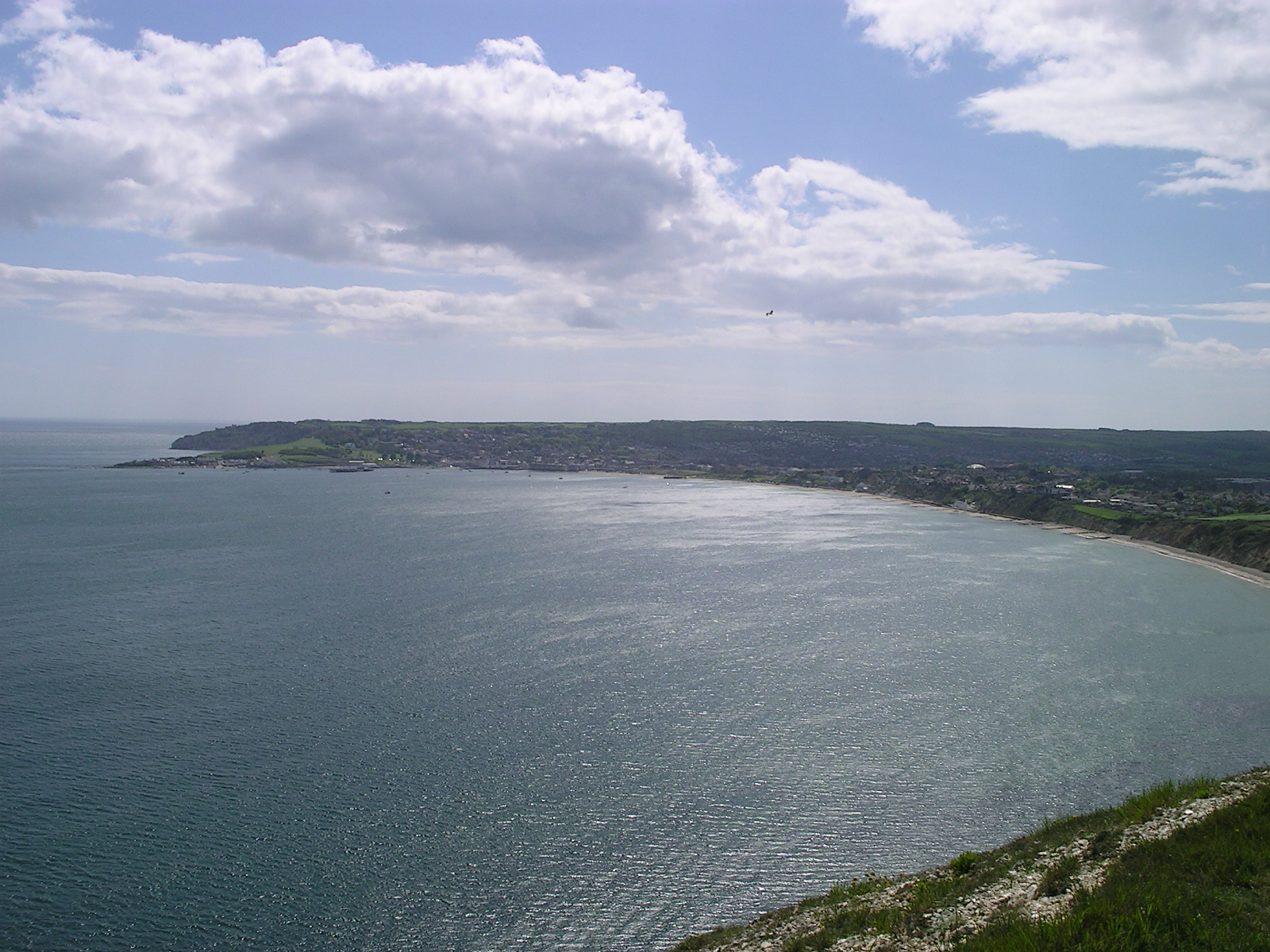
スワンエイジ湾（イギリス）

湾（わん）は、海や湖の一部で、幅の広い入り込みを形成した領域。規模の小さなものを入り江と呼ぶ。英語では規模の大きなものをgulf（ガルフ）、小さなものをbay（ベイ）と呼ぶ。

## 定義
海洋法に関する国際連合条約（国連海洋法条約）10条の規定するところでは、「湾」とは湾口（湾の入り口となる部分）の幅に比べ奥行きが十分に深く、湾口に引いた直線を直径とする半円の面積よりも湾入部の水域が広いものとされる（2項）。また湾が単一の国に属し湾口幅が24海里以内であるときには、その湾内を内水として扱い、湾口に引いた直線を領海の基線とすることも定められている（4項）。ただし、この規定を満たさずとも古くから単一の国が主権を行使してきた湾を「歴史的湾」として内水とみなすことも定められている（6項）。しかしこの例外規定を巡っては、リビアのシドラ湾、ロシアのピョートル大帝湾など、歴史的湾であるか否かの主張対立が国際紛争の火種となることもしばしばである。
この「奥行きが十分にあり、半円より広い」という定義は国際条約上だけでなく一般的にも使われているが、やはり定義を満たさなくとも、土佐湾、若狭湾のように古くから湾と認められているものもある。またサロマ湖のように、実質的に湾と差がなくとも「湖」とされる水域もある。

## 語義
英語にはGulfとBayがあり、BayよりもGulfのほうが規模が大きいものをいう。そのため日本語ではGulfを海湾、Bayを湾と訳すことがある。
日本では、日清戦争の頃まで大村湾、伊勢湾、駿河湾などは海図上で海湾とされていた。また、東京湾、陸奥湾、島原湾、鹿児島湾は第二次世界大戦後も海図上は海湾とされていた。しかし、昭和40年代になり海図に使用されてきた海湾（Gulf）は日本の地形の規模にはふさわしくないとして湾（Bay）に改記された。

## 成因
湾が作られた原因には、主に以下の3つがある。
1. 海面の上昇によってそれまで陸であったものが海面下に沈んで、周囲がたまたま高かったために湾となったもの
2. 火山性のもので、火口やカルデラだったものが海面下に沈んだもの
3. プレートテクトニクスで説明される地下深部の動きに関連して生じたもの

日本での典型例としては、それぞれ
1. 東京湾や大阪湾など
2. 鹿児島湾
3. 富山湾（日本海での新しい沈み込み中）、相模湾（フィリピン海プレート）、駿河湾（フィリピン海プレート）

などがあたる。